# Zahra Bani
Zahra Bani (sinh ngày 31 tháng 12 năm 1979 tại Mogadishu, Somalia) là một vận động viên ném lao người Somalia - Ý.

## Tiểu sử
Bani sinh năm 1979 tại Mogadishu, thủ đô của Somalia, có cha là người Ý và mẹ là người Somalia. Năm 1989, cô chuyển đến Torino, Ý cùng gia đình và bắt đầu chơi bóng chuyền. Cô ấy ngay sau đó đã phát hiện ra chuyên môn của mình: ném lao. Cú ném tốt nhất của Bani là 62,75 mét, đạt được tại Giải vô địch thế giới năm 2005 tại Helsinki. Tuy nhiên, kể từ năm 2005, cô đã phải chịu đựng các vấn đề về sức khỏe, điều này đã cản trở đáng kể các màn trình diễn thể thao của cô. Bani đứng thứ hai trong danh sách mọi thời đại của Ý sau Claudia Coslovich.

## Thành tích
| Năm            | Giải đấu                   | Địa điểm              | Thứ hạng       | Chú thích           |                |
| Representing Ý | Representing Ý             | Representing Ý        | Representing Ý | Representing Ý      | Representing Ý |
| -------------- | -------------------------- | --------------------- | -------------- | ------------------- | -------------- |
| 1998           | World Junior Championships | Annecy, Pháp          | 26th (q)       | 44.38 m (old spec.) |                |
| 1999           | European U23 Championships | Gothenburg, Thụy Điển | 6th            | 51.90 m             |                |
| 2001           | European U23 Championships | Amsterdam, Hà Lan     | 21st (q)       | 43.78 m             |                |
| 2005           | World Championships        | Helsinki, Finland     | 5th            | 62.75 m = PB        |                |
| 2005           | Universiade                | İzmir, Turkey         | 6th            | 55.02 m             |                |
| 2005           | Mediterranean Games        | Almería, Spain        | 2nd            | 62.36 m             |                |
| 2005           | World Athletics Final      | Monte Carlo, Monaco   | 8th            | 55.02 m             |                |
| 2006           | European Championships     | Gothenburg, Sweden    | 9th            | 57.91 m             |                |
| 2006           | World Athletics Final      | Stuttgart, Germany    | 6th            | 60.54 m             |                |
| 2007           | World Championships        | Osaka, Japan          | 14th           | 59.02 m             |                |
| 2008           | Olympic Games              | Bắc Kinh, China       | —              | NM                  |                |
| 2008           | World Athletics Final      | Stuttgart, Germany    | 4th            | 60.22 m             |                |
| 2009           | Mediterranean Games        | Pescara, Italy        | 2nd            | 60.65 m             |                |
| 2010           | European Championships     | Barcelona, Spain      | 11th           | 53.67 m             |                |
| 2012           | European Championships     | Helsinki, Finland     | 14th           | 53.40 m             |                |

## Danh hiệu quốc gia
Cô đã giành được giải vô địch quốc gia cá nhân 16 lần. (Người phụ nữ kỷ lục mọi thời đại của Ý).
- 7 chiến thắng trong trò ném lao (2005, 2006, 2009, 2010, 2011, 2012, 2017)
- 9 chiến thắng trong môn ném lao tại Giải vô địch ném mùa đông Ý (2006, 2008, 2009, 2010, 2011, 2012, 2013, 2015, 2017)